# Parlamentswahl in Pakistan 2018
Die Parlamentswahlen in Pakistan fanden am 25. Juli 2018 statt. Knapp 106 Millionen Wahlberechtigte, bei rund 200 Millionen Einwohnern, waren zur Wahl ihrer Abgeordneten in die Nationalversammlung Pakistans aufgerufen. Die Wahlbeteiligung lag laut offiziellen Angaben bei ca. 55 Prozent.

## Wahlsystem
Insgesamt besteht die Abgeordnetenkammer aus 342 Abgeordneten; davon sind 60 Sitze für Frauen und 10 Sitze für religiöse und ethnische Minderheiten reserviert. Für die Parlamentsmehrheit werden 172 Sitze benötigt. Für den Senat sind 104 Senatoren zu wählen. In pakistanischen Wahlen werden 272 Abgeordnete der pakistanischen Nationalversammlung nach Mehrheitswahlrecht direkt vom Volk im jeweiligen Wahlbezirk gewählt.

## Liste der zur Wahl stehenden Parteien
Die Pakistan Times veröffentlichte eine Liste der für die Wahl 2018 zugelassenen Parteien:

Insgesamt sind bei der Election Commission of Pakistan 119 Parteien gelistet. Zusätzlich sind zwei Wahlbündnisse 2018 angetreten: Grand Democratic Alliance (GDA) und die Muttahida Majlis-e-Amal-Pakistan (MMA-P).

## Meinungsumfragen
Die PML-N verlor die Gunst der Wähler, wegen 
der Amtsenthebung und Verurteilung des Vorsitzenden der Partei, Nawaz Sharif, in Zusammenhang mit den Panama Papers. Dieser Umstand führte zu einer steigenden Beliebtheit der PTI, der letztlich in einen Wahlsieg mündete.

## Begleitumstände der Wahl
Überschattet wurden die Parlamentswahlen durch mehrere Anschläge auf Wahlveranstaltungen mit mehr als 180 getöteten  Menschen. Der Urnengang musste von mehr als 450.000 Polizisten und 370.000 Militärs gesichert werden. Auch kam es zu Protesten wegen massiven Problemen mit einem neuen elektronischen Wahlsystem, das bei der Übertragung der Wahlergebnisse zusammenbrach.

## Ergebnis
Laut Mitteilungen der Wahlbehörde ging der frühere Cricket-Star Imran Khan mit seiner Partei Pakistan Tehreek-e-Insaf (PTI), der  „Pakistanischen Bewegung für Gerechtigkeit“, als Sieger aus der Wahl hervor.